# Questa sì che è vita
Questa sì che è vita (The Good Life) è una serie televisiva statunitense in 15 episodi trasmessi per la prima volta nel corso di una sola stagione dal 1971 al 1972.
È una sitcom incentrata sulle vicende di un maggiordomo e una cuoca al servizio di un milionario.

## Trama
I Miller, Albert e Jane, stanchi della loro vita abitudinaria, decidono di cercare un nuovo impiego e si fanno assumere come maggiordomo e come cuoca al servizio di un ricco industriale, Charles Dutton. Questi si rende conto che i due che non sono particolarmente talentuosi nelle professioni per le quali sono stati assunti, ma li trova comunque abbastanza gradevoli. Le loro competenze limitate sicuramente non sono sufficienti per la sorella Grace che tenta, in ogni modo, di farli licenziare. Il figlio adolescente di Nick trova i due altresì divertenti e li aiuta costantemente a farla franca.

## Personaggi e interpreti
- Albert Miller (15 episodi, 1971-1972), interpretato da Larry Hagman.
- Jane Miller (15 episodi, 1971-1972), interpretata da Donna Mills.
- Grace Dutton (15 episodi, 1971-1972), interpretata da Hermione Baddeley.
- Nick Dutton (15 episodi, 1971-1972), interpretato da Danny Goldman.
- Charles Dutton (15 episodi, 1971-1972), interpretato da David Wayne.

### Guest star
Tra le guest star: Will J. White, Norman Fell, Ivor Francis, Timothy Blake, Anthony Eustrel, Alejandro Rey, Gary Dubin, Jim Begg, Roy Stuart.

## Produzione
La serie, ideata da Lawrence J. Cohen e Fred Freeman, fu prodotta da Humble Productions, Lorimar Productions e Screen Gems. Le musiche furono composte da Sacha Distel e Jack Elliott e Allyn Ferguson. La serie non raccolse un notevole consenso di pubblico e fu cancellata a metà stagione, rimpiazzata con Squadra emergenza.

### Registi
Tra i registi sono accreditati:
- Claudio Guzmán in 5 episodi (1971)
- Larry Hagman in 2 episodi (1971-1972)
- Bruce Bilson in 2 episodi (1971)
- Ron Winston in 2 episodi (1971)

### Sceneggiatori
Tra gli sceneggiatori sono accreditati:
- Lawrence J. Cohen in 15 episodi (1971-1972)
- Fred Freeman in 15 episodi (1971-1972)
- Douglass Wallop in 15 episodi (1971-1972)
- Gordon Mitchell in 3 episodi (1971-1972)
- Lloyd Turner in 3 episodi (1971-1972)
- Susan Harris in 3 episodi (1971)
- Ron Friedman in 2 episodi (1971)
- Bernie Kahn in 2 episodi (1971)

## Distribuzione
La serie fu trasmessa negli Stati Uniti dal 18 settembre 1971 all'8 gennaio 1972  sulla rete televisiva NBC. In Italia è stata trasmessa con il titolo Questa sì che è vita.
Alcune delle uscite internazionali sono state:
- negli Stati Uniti il 18 settembre 1971 (The Good Life)
- in Germania Ovest il 29 settembre 1973 (Ein herrliches Leben)
- in Belgio il 28 ottobre 1973
- nei Paesi Bassi (Butler en kok)
- in Italia (Questa sì che è vita)

## Episodi
| Stagione       | Episodi | Prima TV USA |
| -------------- | ------- | ------------ |
| Prima stagione | 15      | 1971-1972    |